# Capnogryllacris fruhstorferi
Capnogryllacris fruhstorferi är en insektsart som först beskrevs av Griffini 1908.  Capnogryllacris fruhstorferi ingår i släktet Capnogryllacris och familjen Gryllacrididae.

## Underarter
Arten delas in i följande underarter:
- C. f. fruhstorferi
- C. f. pileatus